# Vallée des Usses
La vallée des Usses ou val des Usses est une vallée se situant en Haute-Savoie, au sud-est du territoire de Genève et au nord-est d'Annecy.
La vallée se situe dans l'avant-pays haut-savoyard et correspond en partie à l'ancien canton de Frangy, situé dans l'arrondissement de Saint-Julien-en-Genevois, département de la Haute-Savoie, région Auvergne-Rhône-Alpes.

## Toponymie
La première mention de la rivière des Usses dans un document est aux alentours des décennies 1150-1170, sous la forme Usset. L'hydronyme pourrait avoir une origine gauloise, selon le son site d'Henry Suter pourrait, et trouver son origine soit ouxellos, uxellos, signifiant « élevé », soit « qualifier des divinités, et indiquerait alors un lieu de culte ».

## Géographie

### Localisation
La vallée des Usses correspond aux « parties moyennes et inférieures du cours des Usses », situées dans l'avant-pays haut-savoyard.
La vallée des Usses, bénéficie d'un climat doux et ensoleillé, avec un relief vallonné, traversé par des torrents et la rivière Les Usses, formée à partir de Sallenôves de l'Usse et l'Usset.
La montagne de Vuache est une chaîne dorsale de 13 km de long sur 1,5 km de large d'altitude 700 à 1 101 m (mont Vuache), elle marque la séparation avec l'extrême sud-ouest du bassin genevois.
La montagne de la Mandallaz est un petit massif préalpin de 8 km de long sur 3 à 4 km de large, avec une altitude de 500 à 929 m (la Tête), elle marque la séparation avec le nord-ouest du bassin annécien.

### Communes
- Elle regroupe de nombreuses communes dont :

- Chaumont (383 hb)
- Chêne-en-Semine (257 hab)
- Chessenaz (154 hab)
- Chilly (939 hab)
- Clarafond-Arcine (707 hab)
- Contamine-Sarzin (350 hab)
- Éloise (715 hab)
- Frangy (1 598 hab)
- Mesigny (630 hab)
- Musièges (289 hab)
- Sallenôves (476 hab)
- Vanzy (242 hab)
- Usinens (255 hab)

## Histoire
Les Usses relèvent pagus genevensis, à l'origine du comté de Genève.
Elles sont traversées par plusieurs axes, notamment celui entre les cités de Genève et de Seyssel. Ce passage est gardé notamment par la maison-forte de Marlioz qui se trouve aux mains des Confignon vers le XIVe siècle. Au niveau du confluent de Sallenôves, dit des Petites Usses, le passage est gardé par la maison-forte éponyme aux mains des familles de Sallenôves et de Viry.
Un chemin permet de bifurquer vers une autre cité du comté, Annecy, en passant par La Balme-de-Sillingy, gardé par plusieurs châteaux comtaux, La Balme et La Bâtie. Plus au-sud, au débouché de la plaine de l'Albanais et en direction de Rumilly, le château de Hauteville surveille le passe sur le Fier.
À l'ouest, le château comtal de Châtel garde le passage d'un gué sur les Usses, « sur la route des Usses et sur celle [menant] de Rumilly au pont de Gresin ».

## Activités

### Économie
La vallée des Usses forme avec le plateau de la Semine un territoire agricole de moyenne montagne. En 2018, la production est principalement tournée vers la production laitière à l'origine de productions  liées au label IGP Tomme et Emmental ainsi que l'AOP Abondance.
Un quart de la surface agricole utilisée est consacré à la céréaliculture, notamment de maïs. 
Les territoires sont aussi consacrées dans une moindre mesure à l'arboriculture avec les labels IGP pommes et poires de Savoie, ainsi qu'à la viticulture avec la Roussette-de-savoie. 

## Patrimoine et culture
- Ferme de Bel-Air, inscrite au titre des monuments historiques depuis le 7 décembre 2010[7].